# Rostryggig vanga
Rostryggig vanga (Schetba rufa) är en fågel i familjen vangor inom ordningen tättingar.

## Utseende och läte
Rostryggig vanga är en knubbig, medelstor vanga kraftigt tecknad i rostrött, svart och vitt. Hanen har svart huvud, medan honan har svart hjässa och vit strupe. Sången består av en lång och fallande, musikalisk drill. 

## Utbredning och systematik
Rostryggig vanga placeras som enda art i släktet Schetba. Den delas in i två underarter:
- S. r. rufa – urskog på östra Madagaskar
- S. r. occidentalis – urskog på sydvästra Madagaskar

## Levnadssätt
Rostryggig vanga hittas i både torr skog och regnskog, dock mer vanligt förekommande i den förra. Fågeln är generellt trög i rörelserna och ses ofta sitta still på medelhög höjd i träden i långa stunder. Den kan bli aggressiv mot andra fåglar som kommer in i dess revir. Det stora skålformade boet placeras ofta väl synligt i en låg trädklyka.

## Status
Arten har ett stort utbredningsområde och internationella naturvårdsunionen IUCN kategoriserar arten som livskraftig. Beståndsutvecklingen är dock oklar.